# Moritz Bauer (Fabrikant)
Ritter Moritz Peter Maria von Bauer-Rohrfelden (* 12. Oktober 1812 in Rossitz; † 13. April 1895 in Brünn) war ein österreichischer Unternehmer in der Zuckerindustrie und im Kohlebergbau sowie Mitglied der Mährischen Landesversammlung während der Habsburger Monarchie.

## Leben
In seiner Heimat Rossitz begann er als Weingutbesitzer, Inhaber einer Brennerei und Vorsitzender des Kohlebergwerks Liebe Gottes in Zbeschau seine Tätigkeit als Unternehmer. Dann zog er nach Brünn. Er kaufte Land in Alt-Brünn und gründete dort eine Zuckerfabrik. Daneben war er Präsident des Kohleunternehmens in Zbeschau. In den 1870er Jahren engagierte er sich auch in der hohen Politik. Bei den Nachwahlen am 20. März 1876 (nach dem Rücktritt des Abgeordneten Carl Mauritz Turetschek) wurde er im Kreis Brünn in der Kurie der Gewerbe- und Handelskammern in den Mährischen Landtag gewählt. Sein Mandat verteidigte er hier auch bei den regulären Provinzialwahlen 1878 und bei den Provinzialwahlen 1884. 1878 wird er als deutscher Liberaler (die sogenannte Verfassungspartei, liberal und zentralistisch orientiert) aufgeführt. Nach den Landtagswahlen 1890 wurde laut zeitgenössischen Quellen Anfang Juli 1890 stattdessen Adolf Promber, der bis dahin den Kreis Hranice vertreten hatte, gewählt, und Bauer trat auf Beschluss der Deutschliberalen an diesen seinen Sitz ab. Bereits Mitte Juli 1890 meldete die Presse jedoch, dass Promber zurückgetreten und Bauer wieder gewählt worden sei. Bauer war bis zu seinem Tod 1895 Abgeordneter.  Er starb im April 1895 in Brünn im Alter von 83 Jahren nach langer Krankheit. Er wurde im Familiengrab auf dem Zentralfriedhof in Brünn beigesetzt. Der Künstler des Grabentwurfs war Adolf Loos.

## Familie
Seine Eltern waren Aron Bauer (1780–1844) und Judith Haller. Er war jüdischer Abstammung, konvertierte aber zum Christentum und ließ sich taufen. Am 9. Juni 1846 heiratete er in Rossitz bei Brünn Mathilde Ernestine Rittler, mit der er die Söhne Viktor Arnold Jakob Bauer und Julius Bauer hatte.

## Ehrungen
- Ehrenhalber vom Kaiser zum Ritter von Bauer geadelt
- Mitglied des Ordens der Eisernen Krone 3. Klasse

## Sehenswürdigkeiten
Am 21. Juli 1889 fand die feierliche Eröffnung des Velodroms am Schloss Bauer statt, dessen Errichtung Bauer finanziell unterstützte.

## Werke
- Moritz Ritter von Bauer: Die Entwickelung des ländlichen Kreditwesens in Mähren: eine volkswirtschaftliche Studie. Brünn, Carl Winiker, 1903, 62 Seiten, verfügbar im Schlesischen Museum von Troppau